# Alberto Pollera
Alberto Pollera, nato Adalberto, (Lucca, 8 dicembre 1873 – Asmara, 5 agosto 1939), è stato un militare e antropologo italiano.
Funzionario coloniale per 45 anni, fu autore di importanti studi di africanistica sulle etnie eritree e protagonista di una personale battaglia contro l'ideologia razzista che vietava i matrimoni misti e il riconoscimento giuridico dei figli meticci nati dai coloni italiani.

## Biografia
Figlio di una nobile famiglia toscana, frequentò il liceo di Lucca. In quegli anni pubblicò alcune novelle sulla Domenica letteraria. Dal 1890 venne ammesso all'Accademia militare di Modena. Nel 1893 venne inquadrato come sottotenente dell'89º Reggimento fanteria e trasferito a Brescia. Nel dicembre 1894 chiese di essere inviato a Massaua nella Colonia eritrea, dove fu assegnato al 3º battaglione fanteria Africa.
Dopo aver scortato un convoglio fino al presidio di Adigrat, fu trasferito a Cheren e ad Adi Ugri presso il 4º battaglione fanteria indigena. Dopo la sconfitta di Adua del 1º marzo 1896 tornò ad Adigrat, dove ritrovò il fratello Ludovico inizialmente dato per disperso e con cui partecipò alla finta marcia su Adua con la colonna Paganini. Successivamente passò alla Compagnia cacciatori di Asmara a Cassala e Cheren, dove ottenne un elogio per aver evitato l'accerchiamento dei dervisci nella campagna del 1896-1897.
Durante il soggiorno a Cheren, ebbe una relazione con una donna eritrea chiamata Unesc Araià Capté, da cui ebbe quattro figli: Giovanni, Michele, Giorgina (morta dopo un anno) e Giorgio.
Nel 1902 partecipò alla missione topografica del maggiore Martinelli per delimitare i confini eritrei-sudanesi nella zona del Setit, in cui Pollera divenne funzionario civile. Nel 1903 divenne il primo residente ufficiale delle regioni del Gasc e Setit, dove restò per circa sei anni, salvo brevi nomine a commissario del Barca ad Agordat. Nel 1905 Pollera venne messo a disposizione del ministero degli Esteri, divenendo ufficiale coloniale di prima categoria nel marzo 1906.
Pollera urbanizzò la città di Cheren, con nuovi edifici, l'acquedotto, il collegamento stradale con Agordat e Omager e un orto sperimentale. Occupandosi di giustizia penale, incominciò a documentarsi sull'etnie Baria e Cunama, di cui nel 1913 scrisse un'importante monografia antropologica.
Dopo aver conosciuto Chidan Menelik, nel marzo nacque ad Adi Ugri il quinto figlio, Mario, a cui seguirono Marta ed Alberto.
Nel 1909 Pollera divenne commissario della provincia del Seraè, dove rimase otto anni e rivoluzionò le tradizionali élite con nuove forme di potere locale e regime della proprietà terriera.
Diventato regio agente commerciale, venne inviato nel 1917 a Dessiè, Adua ed infine a Gondar dove ottenne l'importante nomina a console con il compito di instaurare rapporti con i capi tigrini in vista dell'invasione dell'Etiopia. Nel 1928 dovette tuttavia interrompere la sua attività per raggiunti limiti pensionistici; ciononostante decise di partecipare alla missione di Raimondo Franchetti in Dancalia, organizzando la logistica della spedizione.
Dopo essere ritornato all'Asmara nell'aprile 1929, raggiunse poco dopo Gondar, dove venne nominato di nuovo console per due anni, durante i quali conobbe il negus Tafari che poi divenne imperatore con il nome di Hailé Selassié e lo insignì del titolo di gran ufficiale della Stella d'Etiopia.
Dal 1932 al 1936 tornò all'Asmara, dove fu nominato direttore della biblioteca governativa e della sezione studi e propaganda del governo italiano dell'Eritrea. Dopo lo scoppio della guerra d'Etiopia, fu inviato ad Adua presso l'Ufficio politico del 2º corpo d'armata, dove venne promosso a tenente colonnello della riserva.
La morte del figlio Giorgio, che venne insignito della medaglia d'oro al valor militare, lo costrinse a rientrare all'Asmara nel 1937. Nella capitale eritrea divenne consigliere personale del governatore Giuseppe Daodice, ricevendo numerose onorificenze e incarichi di prestigio (giudice conciliatore d'Asmara e Hamasien, consigliere della Banca d'Italia, sindaco della società Saline Eritree di Massaua, presidente della Cassa di credito agrario e minerario dell'Eritrea).
La tematica del riconoscimento giuridico dei figli meticci, argomento che riguardava la sua condizione familiare, lo occupò negli ultimi anni di vita: si ricorda in particolare un accorato appello da lui scritto direttamente a Benito Mussolini e il matrimonio in punto di morte della compagna eritrea Kidane Menelik, che venne considerato un atto altamente politico.
Alberto Pollera morì presso l'ospedale civile Regina Elena di Asmara il 5 agosto 1939, due giorni dopo essersi sposato con effetti esclusivamente religiosi (stante il divieto, all'epoca vigente, di trascrizione del matrimonio canonico "razzialmente misto" nei registri dello stato civile), e oggi riposa presso il cimitero italiano della capitale eritrea.

## Opere
- I Baria e i Cunama, Roma, 1913.
- La donna in Etiopia, Roma, 1922.
- Lo Stato Etiopico e la sua Chiesa, Roma-Milano, 1926.
- Che cosa è l’Etiopia, Torino, 1927.
- La battaglia di Adua del 1º marzo 1896 narrata nei luoghi ove fu combattuta, Firenze, 1928.
- Le popolazioni indigene dell’Eritrea, Bologna, 1935.
- Storie, Leggende e Favole del Paese dei Negus, Firenze, 1936.
- L’Abissinia di ieri, Roma, 1940.